# Гарань Олексій Васильович
Олексій Васильович Гарань (нар. 17 червня 1959, Київ) —  український політолог, учасник відродження Києво-Могилянської академії, науковий директор Фонду «Демократичні ініціативи» імені Ілька Кучеріва. Доктор історичних наук, професор кафедри політології Національного університету «Києво-Могилянська академія», дослідник історії України XX — XXI ст., зокрема загальних проблем стосунків у трикутнику ЄС — Україна — Росія, впливу внутрішніх чинників на стосунки України з ЄС, порівняльної політології України та європейських країн (вибори, партії, стосунки гілок влади).

## Біографія
Закінчив у 1981 р. Київський університет за спеціальністю «міжнародні відносини». 1981–1984 — в аспірантурі КДУ. Кандидатська дисертація «Американо-французькі стосунки в зв'язку з курсом Франції на розрядку». У 1985–1991 рр. науковий співробітник відділу зарубіжної історіографії в Інституті історії НАН України. У 1991–1992 рр. декан-організатор факультету суспільних наук Національного університету «Києво-Могилянська академія» (НаУКМА), у 1993–1994 рр. перший завідувач кафедри політології НаУКМА. У 1996—1997 рр. брав участь у створенні газети «День». Докторська дисертація «Становлення та діяльність політичної опозиції в Україні у 1989–1991 рр.» (1996). З 1998 — професор кафедри політології Національного університету «Києво-Могилянська академія». Член Громадської ради експертів із внутрішньополітичних питань (з 2000); директор Центру досліджень національної безпеки. У 2002 р. заснував Школу політичної аналітики при НаУКМА, наразі — її науковий директор. У 2005–2006 рр. — регіональний віце-президент Фонду «Євразія» по Україні, Білорусі та Молдові. З 2015 р. — науковий директор Фонду «Демократичні ініціативи» імені Ілька Кучеріва.
З 1989 р. — досвід консультування виборчих кампаній, ЗМІ, міжнародних компаній і організацій (у тому числі Світового банку).

## Участь у Революції Гідності та воєнних подіях у зоні АТО
Брав активну участь у Помаранчевій революції (2004-2005) та Революції Гідності (2013-2014), був членом Ради Всеукраїнського об’єднання «Майдан». Під час чату на сайті «Главред» (2 вересня 2014) Олексій Гарань повідомив, що як волонтер «був під час зачистки Лисичанська в перший же день із «Донбасом». А потім — з «Айдаром» у Стукаловій Балці, поблизу «Металіста». До Києва «повернувся з великим зарядом оптимізму, оскільки побачив наших бійців. Ми переможемо».Згодом як волонтер був у Донецькому аеропорту, Промзоні, Широкіному та інших гарячих точках..

## Праці
Автор книг «Від Брежнєва до Зеленського: дилеми українського політолога» (2021), «Ukraine in Europe: Questions and Answers» (2009), «Убити дракона: З історії Руху та нових партій України» (1993),  «Трансатлантические дебаты: Поворот Западной Европы к разрядке и позиция США» (1990). 
Редактор збірки «Україна багатопартійна» (1991), співредактор книг «Constructing a Political Nation: Changes in the Attitudes of Ukrainians during the War in the Donbas» (2017), «Становлення владних структур в Україні» (1997), «Українські ліві: між ленінізмом і соціал-демократією» (2000), «Политические и экономические преобразования в России и Украине» (Москва, 2003).
Протягом чотирьох років поспіль редагував доповідь про Україну у щорічнику «NationsinTransit», що видається Freedom House і висвітлює проблеми громадянського суспільства, мас-медіа, взаємодії трьох гілок влади у 27-ми посткомуністичних країнах.
Неодноразово виступав з лекціями за кордоном (Гарвардський університет, Колумбійський університет, університет Берклі, Стенфордський університет, Фонд Карнегі за міжнародну безпеку, РЕНД, Інститут Брукінгса, Школа слов'янських та східноєвропейських досліджень /Лондон/ та ін). Аналітичні доповіді Олексія Гараня видавалися у Школі державного управління ім. Кеннеді (Гарвард), Центрі стратегічних та міжнародних досліджень (Вашингтон), Федеральному інституті східноєвропейських досліджень (Кьольн) тощо. Коментував для «The New York Times», «The Financial Times», «The Economist», «Gazeta Wyborcza», «The Baltimore Sun» і багатьох інших.

## Нагороди
Відзначений за видатні заслуги у своїй галузі, які підносять образ України за кордоном, у списку Американо-українського фонду (англ. U.S.-Ukraine Foundation) «30 зірок України» (англ. «30 Stars of Ukraine»), складеного наприкінці 2021 року з нагоди тридцятиріччя незалежності України. Удостоєний Медалі Британської імперії (British Empire Medal) за значний внесок в українсько-британське партнерство (2023).